# Sareh Bayat
Pour les articles homonymes, voir Bayat (homonymie).
Sareh Bayat (en persan : ساره بیات) née à Téhéran (Iran) le 6 octobre 1979, est une actrice iranienne.

## Biographie
Sareh Bayat naît et grandit à Téhéran, la capitale de l'Iran. Elle est diplômée en théâtre à l'université et reçoit un diplôme d'honneur de la meilleure actrice au Festival de théâtre de la police de Téhéran en 2001. Elle poursuit son apprentissage en 2005 au Karnameh Institute of Arts and Culture's School of Cinematic Arts où elle suit les cours de Parviz Parastui.
Sa première apparition sur le petit écran l'est dans une série télévisée intitulée Pour une poignée de plumes d'aigle aux côtés de son professeur Parviz Parastui et d'autres acteurs célèbres tels que Reza Kianian et Hormoz Hedayat. Son début sur grand écran sont dans Moghalede Sheytan réalisé par Parvaneh Afshin Sadeghi.
Pour sa performance dans le rôle de Razieh, la femme de ménage du film d'Asghar Farhadi, Une séparation (2011), elle remporte l'Ours d'argent au Festival international du film de Berlin, conjointement avec plusieurs autres partenaires du film.

## Filmographie partielle
- 2011 : Une séparation d'Asghar Farhadi
- 2013 : Dreamy (Razieh)
- 2014 : Oblivion Season
- 2014 : Lamp 100
- 2014 : The Long Goodbye
- 2015 : Nahid d'Ida Panahandeh
- 2015 : Muhammad: The Messenger of God de Majid Majidi

## Distinctions
- 2011 : Ours d'argent de la meilleure actrice au 61e Festival de Berlin  pour Une séparation (partagé avec d'autres actrices)